# Андем
«АнДем» — российская мелодик-метал-группа с женским вокалом. Была признана «открытием 2008 года на российской сцене» по результатам читательского опроса журнала «Dark City».

## История

### Начало (2006—2007)
Группу Андем (сокращение от «Ангел и Демон») создал гитарист Сергей Полунин в конце 2006 года, ещё будучи в составе группы «Колизей». Вскоре к нему присоединяется бас-гитарист Евгений Яковлев, затем в октябре 2006 года место вокалистки занимает Юлиана Савченко, до этого участвовавшая в безвестном поп-панк проекте, просуществовавшем весьма недолго. Примерно в это же время (октябрь 2006 года) в группу приходит Наталия Рыжко в качестве клавишницы, тогда ещё числившаяся в группе «Каллисто». Поэтому Наталия поставила условие, что «Каллисто» останется для неё основной, однако «очень скоро» она расстается с группой «Каллисто» и окончательно переходит в «АнДем». В начале 2007 года к группе присоединяется барабанщик Вячеслав Стосенко.

### Маятник жизни (2007—2008)
В апреле 2008 года на лейбле Irond группа выпустила дебютный альбом Маятник жизни, работа над которым велась около года.
4 июня 2008 года группа объявляет об уходе барабанщика Вячеслава Стосенко, «чтобы дать тому возможность уделять больше внимания и времени другим своим коллективам». На период поиска замены сессионным барабанщиком в группе становится Андрей Ищенко (Catharsis).
20 октября 2008 года группа объявила имя своего нового барабанщика. На своей странице в сети «В контакте» группа написала следующее: 
Нашим новым барабанщиком стал Данила Яковлев. В прошлом он не участвовал в известных проектах, но мы искали не имя, а хорошего музыканта. Ну а в том, что Данила – хороший музыкант, можно с лёгкостью убедиться на наших ближайших концертных выступлениях (26 октября и 6 ноября в клубе “Plan B” и 1 ноября в подмосковном Ногинске). С момента своего прихода в АНДЕМ Данила принимает активное участие в работе над нашим вторым альбомом, запись которого, кстати говоря, стартует в ближайшие дни!.

### Дочь лунного света (2008—2009)
Осенью 2008 группа начинает запись материала для следующего полноформатного альбома. Звучанием альбома вновь занялся в своей студии The Red Room немецкий звукоинженер и продюсер Энди Хорн (который работал с такими исполнителями как King Diamond, Edenbridge и Darkseed). Альбом вышел в 2009 году под названием Дочь лунного света, вновь на лейбле Irond.
Параллельно с работой над новыми песнями АНДЕМ развернули активную концертную деятельность. В рамках серии концертов «Млечный путь» (зима/весна 2009) группа выступила в таких городах, как Санкт-Петербург и Калуга (где она стала одной из участниц большого фестиваля «Железные девы»).
Статус АНДЕМ вскоре был подтверждён читательским опросом ведущего российского метал-журнала «Dark City», согласно итогам которого группа была признана «открытием 2008 года на отечественной сцене». Незадолго до этого в Южной Корее вышел тематический музыкальный сборник, в который даже несмотря на русскоязычную лирику вошли сразу две песни с дебютного альбома АНДЕМ Маятник жизни.
25 мая 2009 года группа объявила об изменении в составе. Выступления, запланированные на июнь, стали последними в составе коллектива для бас-гитариста Евгения Яковлева, который «решил сосредоточить свои усилия на другом стиле музыки». В пресс-релизе об этом группа выразилась так: 
Мы благодарны Евгению за всё, что он сделал для АНДЕМ, и желаем ему успехов в его дальнейшей творческой карьере. Подтверждённые концерты в Иванове (13 июня) и Москве (19 июня в клубе "1Rock" вместе с группами Catharsis и Театр Теней и 20 июня в клубе "Relax" в рамках двухдневного фестиваля "Summer Strike") мы отыграем ещё в прежнем составе, но уже сейчас готовы объявить о поиске нового бас-гитариста.
19 ноября 2009 года группа объявила, что вместо Евгения Яковлева, покинувшего коллектив полгода назад, теперь в группе на постоянной основе играет Андрей Каралюнас, как и Данила Яковлев не имевший большого опыта игры в других командах. В пресс-релизе же о нём было сказано так: 
На нашу новость о поиске нового бас-гитариста откликнулось очень много музыкантов, и мы хотели бы ещё раз поблагодарить всех за проявленный интерес к нашей группе. По результатам прослушивания мы решили, что лучше всего нам подходит кандидатура Андрея Каралюнаса. В прошлом Андрей не принимал участие в известных музыкальных проектах, но этот фактор совершенно не играл для нас первостепенную роль. В правильности своего выбора мы убедились после первых совместных репетиций и концертов в стартовавшем этой осенью новом концертном сезоне.

### Грааль (2010—2011)
18 июня 2010 года группа распространила пресс-релиз, в котором сообщила о европейском переиздании альбома Дочь лунного света и записи новых композиций, объявленные рабочие названия некоторых из них звучат как «Грааль», «Ты увидишь свет», «Темный эльф», «Реки безумий». Композиции «Темный эльф» и «Реки безумий» будут впервые исполнены на ближайшем концерте группы, 20 июня в московском клубе «Plan B».
4 июля 2010 года в одном из интервью Юлиана Савченко уточнила, что в стадии записи находится «новый EP».
31 августа 2010 года стало известно, что Андем исполнит кавер-версию композиции «Антихрист» группы Ария на трибьют-альбоме «A Tribute to Ария. XXV».
29 октября 2010 года группа «Андем» вместе с группами «Aella», «Скипетр» и «Wax» приняла участие в концерте, проводимом в московском клубе «Каста» и посвященном выходу альбома группы «Оракул» (в которой Данила Яковлев является барабанщиком).
После очередного концерта 30 января 2011 года стало известно, что группу покидает барабанщик Данила Яковлев.
10 сентября 2011 года вышел в свет миньон Грааль, включавший в себя две новые и две перезаписанные композиции с альбома Маятник жизни. В его пресс-релизе также был представлен новый барабанщик Денис Золотов: 
После небольшого затишья АНДЕМ, одна из ведущих групп российского мелодик-метала с женским вокалом, возвращается с новым миньоном! Диск получил название «Грааль», в него вошли две совершенно новых композиции коллектива: «Грааль» и «Ты увидишь свет», а также старые проверенные временем хиты, перезаписанные специально для этого релиза: «Из ничего» и «Безумный ангел». Музыка группы как и раньше насыщена мелодичными клавишными, гитарными соло и, что является несомненной жемчужиной музыки АНДЕМ, вокалом Юлианы Савченко.
Вот что музыканты АНДЕМ говорят про новый миньон: «Хоть запись диска происходила долго, на разных студиях, с разными режиссёрами, с разными драммерами - зато мы довольны результатом! И мы не будем останавливаться на достигнутом. Денис – новый барабанщик коллектива – вдохнул в нас жизнь и желание продолжать и развивать нашу музыку. Уже начата запись нашего нового номерного альбома, название которого мы пока раскрывать не будем».
.

### Зимние слёзы (2011—2013)
10 сентября 2011 года на презентации миньона Грааль была представлена новая песня «Сакура»..
6 октября 2012 года было объявлено, что новым барабанщиком группы стал Пётр Малиновский: 
В связи с сильной загруженностью в других проектах, группу АНДЕМ по обоюдному согласию покинул барабанщик Денис Золотов. Ему на смену пришел Петр Малиновский (Легион, The Good News).
"Мы отыграли с Петром первые концерты, поэтому с уверенностью можем сказать: это наш человек, - комментируют музыканты коллектива, - с ним группа приобрела более яркое, качовое звучание.".
6 февраля 2013 года была обнародована дата презентации нового альбома группы — 29 марта 2013 года..
13 марта 2013 года были опубликованы название и обложка грядущего альбома Зимние слёзы и краткий пресс-релиз, в котором было сказано следующее: 
Обложка выполнена в нетрадиционной для нас стилистике, однако отлично передает состояние нашей души при создании альбома, - говорят музыканты группы. - а песня "Сакура" отлично объясняет выбор рисунка! Этот арт для нас создала московская художница Екатерина Nebesnaya13 Ионова, создающая неповторимые рисунки и татуировки в японском стиле Суми-ё". Ранее Екатерина засветилась своими работами с московским коллективом Корsика.

Также группа сообщает об окончательном подписании контакта с лейблом Sound Age на выпуск этого диска. "Надеемся на долгое и плодотворное сотрудничество с этим лейблом"..
Группа регулярно выступает на ежегодной московской «Metal-ёлке».

## Состав

### Текущий состав
- Сергей Полунин — гитара (с 2006)
- Кристина Любовская (Федорищенко) — вокал (с 2014)
- Артём «FreeRider» — бас (с 2017)
- Владислав Алексеенко — ударные (с 2018)

### Бывшие участники
- Евгений Яковлев — бас (2006—2009)
- Дмитрий Куликов — ударные (2006—2007)
- Вячеслав Стосенко — ударные (2007—2008)
- Данила Яковлев — ударные (2008—2011)
- Денис Золотов — ударные (2011—2012)
- Андрей Каралюнас — бас (2009—2015)
- Наталия Рыжко — клавишные (2006—2016)
- Сергей Овчинников — бас (2015—2017)
- Юлиана Савченко — вокал (2006—2013, 2014—2018)
- Петр Малиновский — ударные (2012—2018)

## Другие проекты участников
- Вячеслав Стосенко играет в группе Анахата. Ранее принимал участие в группах Arida Vortex, Чёрный кузнец, Ретрием, The Arrow, Shadow Host.
- Денис Золотов барабанщик группы Калевала. Ранее принимал участие в Ольви, Ренессанс, Morigan. В 2011 году с группой ScreAmeR записал партию ударных для кавер-версии композиции «1000 лиц» группы Чёрный Обелиск для трибьюта «A Tribute to Чёрный Обелиск. XXV».

## Дискография
Демо
- AnDem (2006, самостоятельно)

Альбомы
- Маятник жизни (2008, Irond)
- Дочь лунного света (2009, Irond/Apollon Records)
- Зимние слёзы (2013, Sound Age)
- Моя игра (2020)

EP и миньоны
- Грааль (2011)
- Жить без тебя (2015)
- Морфий (2016)
- Голос твой (2017)
- Моя звезда (2018)

Компиляции
- Force Of Glory - Melodic Metal Compilation Vol.1 (2009, Infernal Kaos Prod.)
- Жить без тебя (2015)
- Вечность (2015)

## Каверы

### На песни Nightwish
Регулярно участвуя в фестивалях «Tribute to Nightwish» (группа не участвовала лишь в самом первом концерте, прошедшем в 2006 году), в рамках которых участвующие группы исполняют кавер-версии песен группы «Nightwish», а также исполняя их на своих концертах, «АнДем» отметилась исполнением следующих песен:
10 февраля 2007 — «Tribute to Nightwish»:
- «She is My Sin»
- «Deep Silent Complete»
- «Nemo»
- «Phantom of the Opera» (с участием Ричи из группы Оракул)[19].

23 февраля 2008 — «Russian Tribute to Nightwish»:
- «The Kinslayer»[21]
- «She Is My Sin»[22]
- «Wishmaster»[23]
- «Nemo»[24]
- «Phantom of the Opera» (с участием Ильи Александрова («Фактор Страха») и Алексея Колюхова («Колизей»)[21]

31 января 2009 — «Metal Soul Fest»:
- «She is My Sin»[25]

21 февраля 2009 — «Russian Tribute to Nightwish, vol.5»:
- «Wishmaster»
- «Nemo»
- «She Is My Sin»
- «The Phantom Of The Opera»[27]

7 марта 2010 года — «Russian Tribute to Nightwish»:
- «Nemo»[29]
- «Sahara»[30]

### Прочие кавер-версии
- «Sleeping in my car» (кавер-версия песни группы Roxette) (исполнено 19 июня 2009 года на концерте в Москве в клубе 1Rock)[31].
- «It’s my life» (кавер-версия песни группы Bon Jovi) (исполнено 13 декабря 2009 на концерте в Москве)[32]
- «Антихрист» (кавер-версия песни группы Ария) («A Tribute to Ария. XXV»).[9]